# Суйла
Суйла , Кан-Суйла — небожитель, добрый дух неба, дух верхнего мира, дух-помощник, земной страж человека , служебный дух Ульгеня, его сыновей и дочерей. Основная роль духа-помощника следить за жизнью людей и сообщать им об изменениях в них, за это его называли двуязычным и заикой. Суйла  сопутствует шаману во время камланий в его путешествиях в верхний и нижний миры, охраняя его от несчастий. Суйла проводит жертвенное животное в ту или иную область. Представляли его в виде беркута с лошадиными глазами , который видит кругом все на таком расстоянии, которое можно проехать за 30 дней. Шаманские религиозные образы безусловно восходят к глубокой древности, что помогает расшифровать семантику некоторых зооморфных изображений из пантеона ранних кочевников Алтая -  бронзовые фигурки с саркофага  Большого Берельского кургана Пазырской культуры, мифические птицы скорее всего являются изображениями Суйла , а не грифона .   Персонаж  являлся достаточно распространенным на правобережье среднего течения реки Катунь .  Суйле полагалось только «бескровное» жертвоприношение в виде вина .